# Дєніс Дрегуш
Дєніс Дрегуш (рум. Denis Drăguș, нар. 6 липня 1999, Бухарест) — румунський футболіст, нападник турецького «Трабзонспора» та національної збірної Румунії.

## Клубна кар'єра
Народився 6 липня 1999 року в місті Бухарест. Вихованець футбольної академії Георге Хаджі. 
У дорослому футболі дебютував 2017 року виступами за команду «Віїторул» (Констанца). У сезоні 2018/19 допоміг команді виграти Кубок Румунії.
7 серпня 2019 року перейшов до бельгійського «Стандарда» (Льєж). У складі льєзької команди протягом сезону практично не грав і у вересні 2020 року був відданий в оренду до італійського «Кротоне», що після дворічної перерви повертався до Серії A і посилював склад перед стартом в елітному дивізіоні.
У червні 2024 року підписав контракт з турецьким «Трабзонспором».

## Виступи за збірні
2016 року дебютував у складі юнацької збірної Румунії, взяв участь у 6 іграх на юнацькому рівні. З 2018 року став залучатись до матчів молодіжної збірної.
10 вересня 2018 року дебютував в офіційних матчах у складі національної збірної Румунії в матчі Ліги націй УЄФА проти Сербії (2:2).
| Дата       | Місто              | Господарі  | Результат | Гості       | Турнір                               | Голи | Примітки |
| ---------- | ------------------ | ---------- | --------- | ----------- | ------------------------------------ | ---- | -------- |
| 10-9-2018  | Белград            | Сербія     | 2 – 2     | Румунія     | Ліга націй УЄФА 2018-2019 - 1-й етап | -    | 61'      |
| 14-10-2018 | Бухарест           | Румунія    | 0 – 0     | Сербія      | Ліга націй УЄФА 2018-2019 - 1-й етап | -    | 45+3'    |
| 23-9-2022  | Гельсінкі          | Фінляндія  | 1 – 1     | Румунія     | Ліга націй УЄФА 2022-2023 - 1-й етап | -    | 79'      |
| 17-11-2022 | Клуж-Напока        | Румунія    | 1 – 2     | Словенія    | товариський матч                     | 1    | 34' 73'  |
| 20-11-2022 | Кишинів            | Молдова    | 0 – 5     | Румунія     | товариський матч                     | 1    | 62'      |
| 12-10-2023 | Будапешт           | Білорусь   | 0 – 0     | Румунія     | Відбір до ЧЄ 2024                    | -    | 77'      |
| 18-11-2023 | Фелькшут           | Ізраїль    | 1 – 2     | Румунія     | Відбір до ЧЄ 2024                    | -    | 65'      |
| 21-11-2023 | Бухарест           | Румунія    | 1 – 0     | Швейцарія   | Відбір до ЧЄ 2024                    | -    | 72'      |
| 26-3-2024  | Мадрид             | Колумбія   | 3 – 2     | Румунія     | товариський матч                     | -    | 57'      |
| 4-6-2024   | Бухарест           | Румунія    | 0 – 0     | Болгарія    | товариський матч                     | -    | 61'      |
| 7-6-2024   | Бухарест           | Румунія    | 0 – 0     | Ліхтенштейн | товариський матч                     | -    | 76'      |
| 17-6-2024  | Мюнхен             | Румунія    | 3 – 0     | Україна     | ЧЄ 2024 - груповий етап              | 1    | 75'      |
| 22-6-2024  | Кельн              | Бельгія    | 2 – 0     | Румунія     | ЧЄ 2024 - груповий етап              | -    | 81'      |
| 26-6-2024  | Франкфурт-на-Майні | Словаччина | 1 – 1     | Румунія     | ЧЄ 2024 - груповий етап              | -    | 67'      |
| 2-7-2024   | Мюнхен             | Румунія    | 0 – 3     | Нідерланди  | ЧЄ 2024 - 1/8 фіналу                 | -    | 72'      |
| Усього     |                    | Матчів     | 15        |             | Голів                                | 3    |          |

## Титули і досягнення
- Володар Кубка Румунії (1):

«Віїторул»: 2018–19
- Володар Суперкубка Румунії (1):

«Віїторул»: 2019

## Особисте життя
Його батько, Міхай Дрегуш, також був професіональним футболістом.